# Bom Jardim (Caçapava do Sul)
Bom Jardim é um distrito do município de Caçapava do Sul, no Rio Grande do Sul . O distrito possui  cerca de 900 habitantes e está situado na região central do município .